# Abomei-Calavi
Abomei-Calavi é uma cidade, distrito e comuna localizada no departamento do Atlântico, em Benim. É parte da Região Metropolitana de Cotonu, distando cerca de 18 km do centro da cidade de Cotonu.
O nome de Abomei-Calavi faz referência à cidade de Abomei, histórica capital do Reino de Daomé. A principal universidade nacional, a Universidade de Abomei-Calavi, está sediada na cidade.